# المرجلة (مكيراس)

تعديل مصدري - تعديل

المرجلة هي إحدى قرى عزلة مكيراس بمديرية مكيراس التابعة لمحافظة البيضاء، بلغ تعداد سكانها 158 نسمة حسب تعداد اليمن لعام 2004.